# セゴビア大聖堂

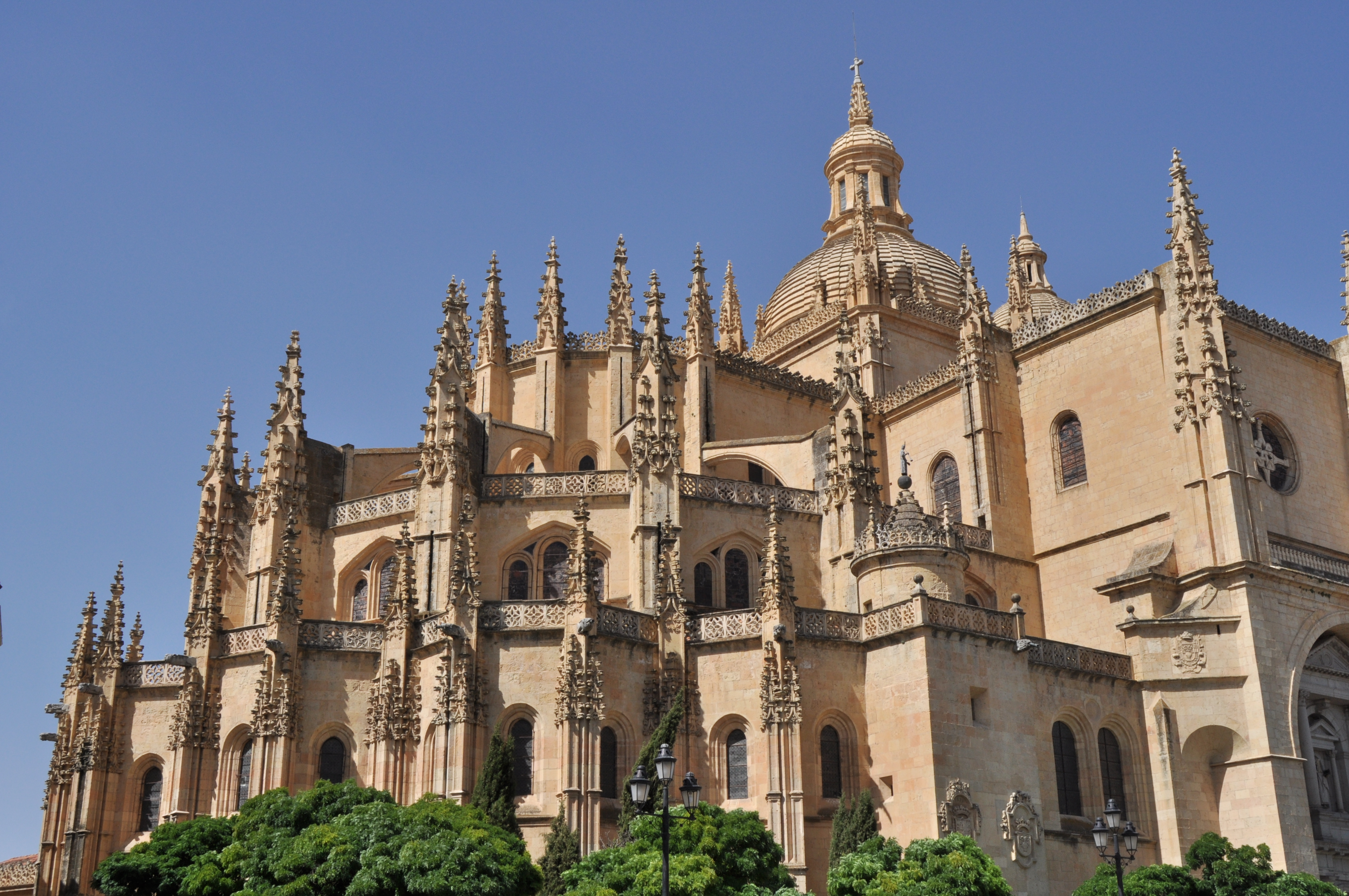
セゴビア大聖堂

セゴビア大聖堂（スペイン語: Catedral de Segovia）は、スペイン・カスティーリャ・イ・レオン州セゴビア県セゴビアにあるカトリック教会の大聖堂である。世界遺産「セゴビア旧市街と水道橋」の構成遺産である。

## 歴史
コムネロスの反乱で大部分が破壊されたが、1525年にカルロス1世が再建に着手し、243年後の1768年に完成。ゴシック様式で「カテドラルの貴婦人」の通称を持つ。高さは88m・内部は奥行き105m・幅は50mである。
付属の美術館には、エンリケ2世の子ペトロ（乳母の手から滑落して死去）の墓がある。
16世紀の彫刻家ファン・デ・フニの「悲しみの聖母」・グレゴリオ・フェルナンデスなどが飾られている。